# Fisiología animal
La fisiología animal o zoofisiología es el estudio de las funciones de los tejidos, órganos y sistemas en animales en todos los niveles, tanto moleculares como más grandes, y, por lo tanto, cómo se controlan y regulan estas funciones. De esta manera, también se pueden obtener conocimientos sobre la fisiología humana. La fisiología animal es un subcampo de la zoología.
Los temas centrales de la fisiología animal son: relaciones estructura-función, adaptación, aclimatación, homeostasis, sistemas de control de retroalimentación y conformidad y regulación. Las subáreas de la fisiología animal son la ecofisiología y la fisiología evolutiva. La fisiología veterinaria como rama de la medicina veterinaria se ocupa de las funciones corporales de las mascotas.

## Fisiología comparada
El zoólogo alemán Wolfgang von Buddenbrock-Hettersdorff es considerado el fundador de la fisiología comparada. La fisiología comparativa examina las similitudes y diferencias en las funciones corporales según la posición sistemática de los animales.